# Andrea Savage
Andrea Savage (ur. 20 lutego 1973 w Santa Monica) – amerykańska aktorka.

## Filmografia
- Song of the Sea (1995) jako Gertie Fitzpatrick
- A teraz Susan (Suddenly Susan, 1996-2000) (gościnnie)
- Dowody zbrodni (Cold Case, 2003) jako Lindsay (1982) (gościnnie)
- Significant Others (2004) jako Chelsea
- Perfect (2005) jako LaRhonda Scranton
- Łowcy faktów (Dog Bites Man, 2006) jako Tillie Sullivan
- The Grand (2007) jako Renee Jensen
- Bracia przyrodni (2008) jako Denise
- Nie ma lekko (2011) jako Patti